# Xyleus andinus
Xyleus andinus är en insektsart som beskrevs av Frédéric Carbonell 2004. Xyleus andinus ingår i släktet Xyleus och familjen Romaleidae. Inga underarter finns listade i Catalogue of Life.